# Wendela de Graeff

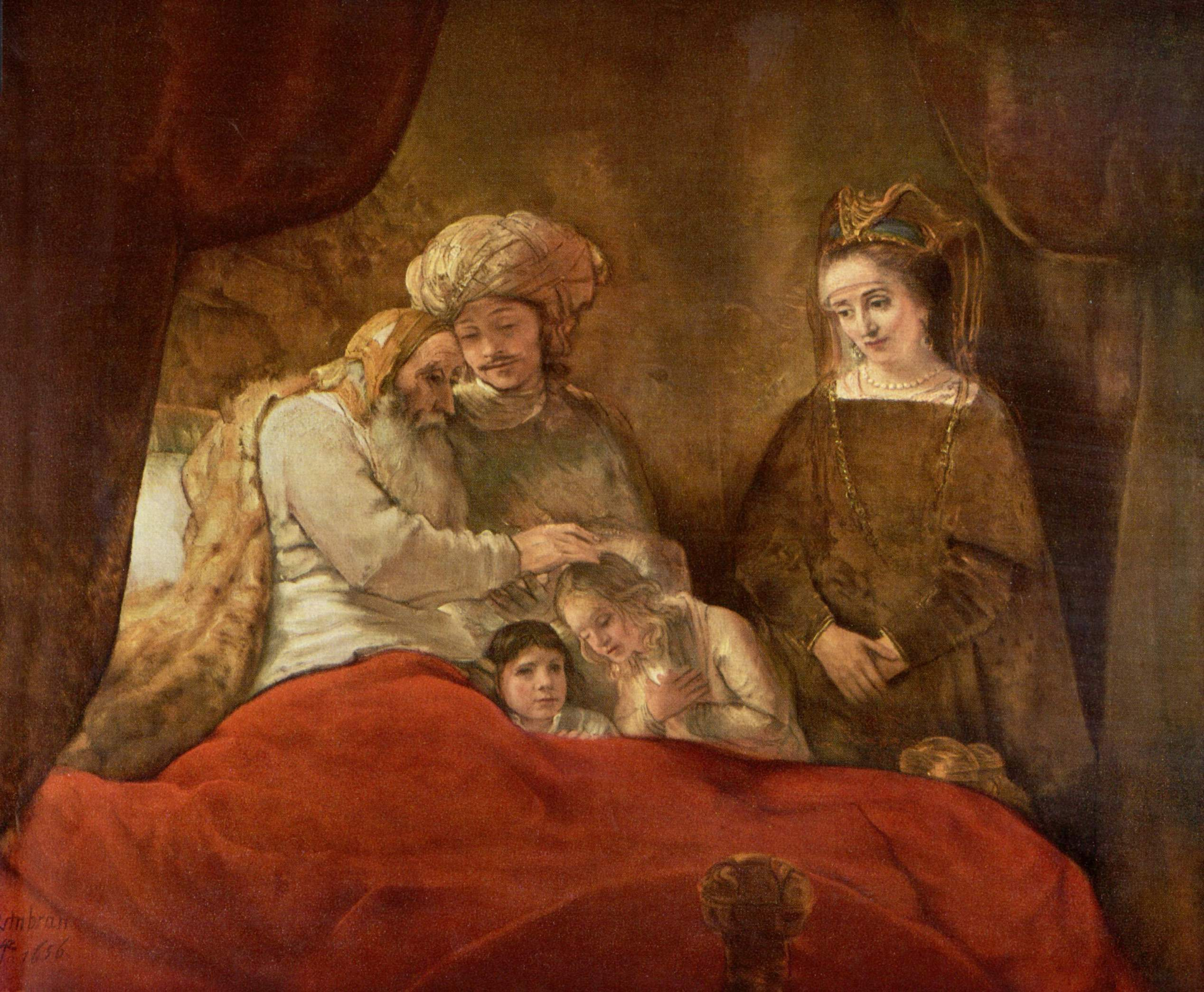
Jacob zegent de zonen van Jozef, schilderij van Rembrandt van Rijn, 1656

Wendela de Graeff, ook Wijntje de Graeff genoemd (Amsterdam, 22 september 1607 - aldaar, 27 februari 1652 in het kraambed) was een dochter van Jacob Dircksz de Graeff uit het geslacht De Graeff en Aaltje Boelens Loen.
Wendela had een dochter, Margaretha Nooms (1632-1650), uit een voorhuwelijkse relatie met Willem Nooms, heer van Aarlanderveen, welke Margaretha als haar natuurlijke dochter erkent. Haar doopinschrijving werd niet gevonden en Margaretha zal ongetwijfeld rooms-katholiek gedoopt zijn, volgens het geloof van haar vader. Tot een huwelijk van de ouders is het nooit gekomen, vermoedelijk door tegenwerking van Wendela’s familie. Voor Margaretha Nooms waren financiële regelingen getroffen, maar het kind heeft er niet meer van geprofiteerd, want vóór 21 januari 1650 blijkt het reeds te zijn overleden.
Wendela's eerste huwelijk (1634) was met Pieter van Papenbroeck († 17 april 1642); na zijn dood erfde zij een vermogen van 439.000 gulden. Daarna trouwde (1645) zij met Willem Schrijver, zoon van de filoloog Petrus Scriverius en Anna van der Aarund. Bij haar hertrouwen in 1645 met Willem Schrijver woonde Wendela de Graeff op de Herengracht. Daar had haar schoonmoeder Elisabeth Jacobsdr Pancras, weduwe van Marten van Papenbroeck, in 1644 voor 38.000 gulden twee naast elkaar gelegen huizen en erven gekocht, de tegenwoordige nummers 210 en 212, vlak bij burgemeester Cornelis de Graeff, die nr. 216 bewoonde. Uit haar beide huwelijken werden zes kinderen geboren: Jacobus Martinus en Aaltje van Papenbroeck (huwde met Gerard Bicker), Pieter (jong overleden), Anna (jong overleden), Jan en Wilhelmus Schrijver (1651-1673), getrouwd met Margaretha Six (1653-1704.
Het echtpaar Schrijver-De Graeff zou in 1656 zijn afgebeeld als Jozef en Asnath (1 Mose 48) op Rembrandts schilderij Jacob zegent de zonen van Jozef. Wendela Schrijver-de Graeff overleed in 1652 en ligt begraven in de Amsterdamse Oude Kerk, in het Sint Cornelis-koor, dat het familiegraf van het geslacht De Graeff was. Na Willem Schrijvers dood in 1661 nam Wendela's broer Andries de Graeff haar nalatenschap over, inclusief het schilderij van Rembrandt.